# Feloni
Feloni (av fr. félonie, eng. felony, av outredd härledning), betecknar i länsrätten i allmänhet varje brott mot den länsherren och vasallen åliggande ömsesidiga trohetsplikten. 
I inskränktare mening är feloni ett sådant trohetsbrott, å vilket straffet, enligt länsrätten, utgör för vasallen förlust av länet, för länsherren förlust av länshögheten. Bredvid feloni uppställes kvasifelonin såsom betecknande vissa brottsliga handlingar av vasallen, vilka, utan att vara riktade mot länsherren, har länets förlust till följd. Hit hör till exempel brott, som medför ärelöshet. 
I England (och USA) har begreppet feloni (felony) övergått till beteckning av svårare förbrytelser i allmänhet, efter en viss uppdragen teoretisk gräns (till skillnad från misdemeanor). Gränsen är något flytande, vilket uttrycks inte minst i fenomenet wobbler, d.v.s. en förbrytelse som kan klassificeras antingen som misdemeanor eller felony, men uttrycks i federal lag som förbrytelser som har ett straffvärde om ett års fängelse eller mer, vilket avspeglar presumtionen mot fängelse i svenska Brottsbalkens 30 kap. 4 § (d.v.s. att en förbrytare som dömts till mindre än ett år ska dömas till villkorlig dom; detta kan dock brytas av recidivism eller s.k. "artbrott", som våldtäkt eller narkotikabrott). Fenomenet felony har även betydelse rörande så kallade three strikes-lagar, som innebär att den som döms för fler än två felonies automatiskt döms till ett mycket hårdare fängelsestraff, ofta livstid med minst 25 års strafftid. En större mängd misdemeanors, som enskilt drogbruk, kan alltså begås utan att utlösa det hårdare straffet. Flertalet straffkoder har dock bestämmelser som omvandlar misdemeanors till felony vid upprepade brott. 